# Vol de prova

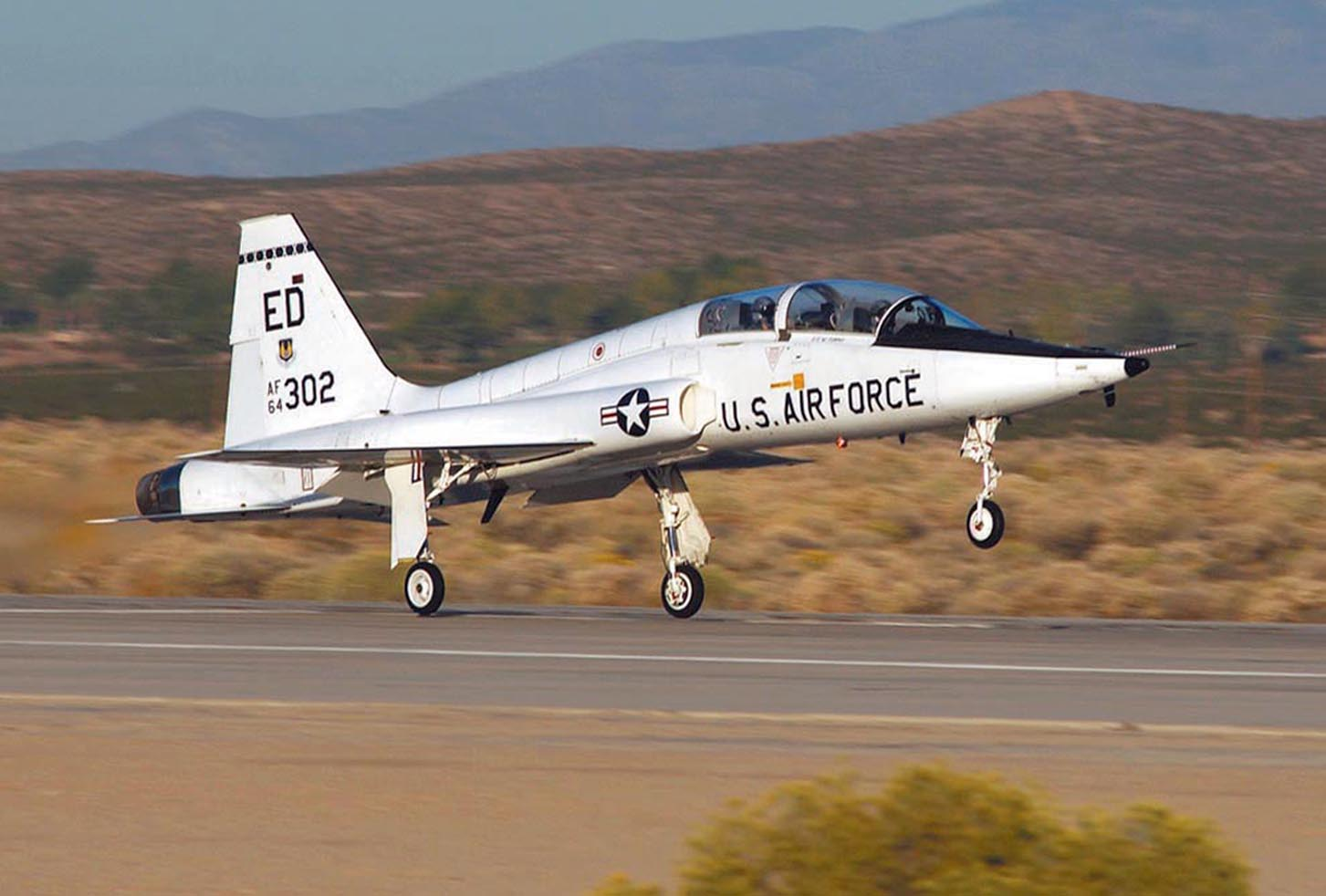
Prova de vol del Northrop T-38 Talon

Un vol de prova o assaig en vol, és una branca de l'enginyeria aeronàutica que desenvolupa i reuneix les dades durant el vol d'un avió i després analitza les dades per avaluar les característiques de vol de l'aeronau i validar el seu disseny, incloent aspectes de seguretat. La fase de proves de vol porta a terme dues tasques principals: 
- Trobar i corregir qualsevol disseny d'aeronaus problemes.
- Verificar i documentar les capacitats de les aeronaus per a la certificació del govern o de l'acceptació del client.

La fase de proves de vol poden variar des de la prova d'un nou sistema únic per a una aeronau existents per al desenvolupament complet i la certificació d'un nou avió. Per tant, la durada d'un programa de proves de vol pot variar des d'unes poques setmanes a diversos anys.